# الشركة الكيميائية السعودية
الشركة الكيميائية السعودية هي شركة مساهمة سعودية، تأسست في السادس والعشرين من مارس عام 1972م، برأس مال يبلغ ستمئة واثنين وثلاثين مليون ريال سعودي، تنشط الشركة في صناعة المتفجرات المستخدمة في الأغراض العسكرية والمدنية بعد أن حققت نجاحاً في الاستخدام المدني كمشاريع نسف الصخور لإنشاء قواطع الطرق، بناء الأساسات والخنادق لخطوط النفط والماء، وشق الانفاق للتنقيب وإنشاء الطرق.